# Peter Bryant
Peter Bryant (27 de octubre de 1923 – 19 de mayo de 2006) fue un productor televisivo de nacionalidad británica, el cuarto del programa de ciencia ficción de la BBC Doctor Who. 

## Biografía
Nacido en Londres, Inglaterra, Bryant originalmente fue actor, trabajando en el serial televisivo de la década de 1950 The Grove Family. Más adelante fue locutor de BBC Radio a la vez que escribía guiones radiofónicos. Este trabajo le facilitó ser editor de guiones del Departamento de Drama Radiofónico y, finalmente, jefe de la Unidad de Guiones Dramáticos. Unos siete años después pasó a la televisión, donde el jefe de seriales Shaun Sutton le hizo colaborar con el editor de guiones Gerry Davis en la serie Doctor Who.
Habiendo sido productor asociado de The Faceless Ones y The Evil of the Daleks, ya produjo totalmente The Tomb of the Cybermen, además del grueso de las historias de Patrick Troughton, desde The Web of Fear a The Space Pirates. También fue editor de guiones de The Evil of the Daleks, The Abominable Snowmen y The Enemy of the World. En ese tiempo se casó con la actriz Shirley Cooklin, aunque la pareja se divorció más adelante.
Posteriormente, Bryant fue agente literario y agente de talentos, siendo uno  de sus clientes el guionista de Doctor Who Eric Pringle.
Peter Bryant falleció en Londres en 2006 a causa de un cáncer. Tenía 82 años de edad.